# الاعتراف القانوني بالعلاقات المثلية في أوروبا
دارت نقاشات في جميع أنحاء أوروبا حول مقترحات لتقنين زواج المثليين، وكذلك الاتحادات المدنية والشراكات المسجلة بين الشركاء المثليين. حاليا، تعترف 30 دولة من أصل 50 دولة و 8 مناطق تابعة من أصل 9 مناطق تابعة في أوروبا بنوع من الاتحادات المثلية، ومن بينها معظم الدول الأعضاء في الاتحاد الأوروبي (24 من أصل 28).
في جانفي 2019، تعترف قانونيا 16 دولة أوروبية بزواج المثليين وتقوم بعقده، وهي: هولندا، وبلجيكا، وإسبانيا، والنرويج، والسويد، والدنمارك، والبرتغال، وآيسلندا، وفرنسا، والمملكة المتحدة، ولوكسمبورغ، وجمهورية أيرلندا، وفنلندا وألمانيا، ومالطا، والنمسا. تعترف 12 دولة أوروبية إضافية قانونيا بشكل من أشكال الاتحادات المدنية والشراكات المسجلة بين الشركاء المثليين وهي: سلوفينيا، جمهورية التشيك، سويسرا، المجر، ليختنشتاين، كرواتيا، أندورا، اليونان، قبرص، إستونيا، إيطاليا، سان مارينو، وموناكو. كما تعترف كل من بولندا وسلوفاكيا بالمساكنة بين الشركاء المثليين لأغراض محدودة للغاية. كما تعترف سلوفاكيا بزواج المثليين الذي يتم داخل أراضي الاتحاد الأوروبي ويكون أحد طرفيه مواطنا من مواطني الاتحاد الأوروبي.
من البلدان التي تعترف وتؤدي زواج المثليين لا يزال بعضها يسمح للشركاء المثليين بالدخول في الاتحادات المدنية والشراكات المسجلة، مثل دول البنلوكس، فرنسا والمملكة المتحدة، في حين أن ألمانيا وجمهورية أيرلندا وبلدان الشمال الأوروبي أنهت الاتحاد المدني أو الشراكات المسجلة للشركاء المثليين في مرحلة ما قبل تشريع زواج المثليين بحيث تبقى الاتحادات المدنية أو الشراكات المسجلة القائمة قبله ولكن أصبح الدخول فيها مجددا بعد تشريعه غير ممكن.
لاتعترف عدة دول أوروبية بأي شكل من أشكال الاعتراف القانوني بالعلاقات المثلية. ويعرّف الزواج بأنه اتحاد بين رجل وامرأة فقط في دساتير أرمينيا، وروسيا البيضاء، بلغاريا، كرواتيا، جورجيا، المجر، لاتفيا، ليتوانيا، مولدوفا، الجبل الأسود، صربيا، سلوفاكيا، و أوكرانيا. وتعترف كرواتيا والمجر قانونيا بالعلاقات المثلية.

## الوضع الحالي

### المستوى الدولي

#### المحكمة الأوروبية لحقوق الإنسان
على مر السنين، تعاملت المحكمة الأوروبية لحقوق الإنسان مع عديد الدعاوى القضائية التي تتحدى عدم الاعتراف القانوني بالشركاء المثليين في بعض الدول الأعضاء. وقد رأت المحكمة أن الاتفاقية الأوروبية لحقوق الإنسان تتطلب من الدول الأعضاء تقديم الاعتراف القانوني لهم، ولكنها لا تتطلب فتح الزواج للشركاء المثليين.
في قضية شالك وكوبف ضد النمسا (24 يونيو/حزيران 2010)، قررت المحكمة الأوروبية لحقوق الإنسان أن الاتفاقية الأوروبية لحقوق الإنسان لا تلزم الدول الأعضاء بالتشريع أو الاعتراف قانونيا بزواج المثليين. ولكن قبلت المحكمة، لأول مرة، العلاقات المثلية كشكل من أشكال «الحياة الأسرية».
وفي قضية فاليانتوس وآخرين ضد اليونان (7 نوفمبر 2013)، رأت المحكمة أن استبعاد الأزواج المثليين من تسجيل اتحاد مدني، وهو شكل قانوني من الشراكة المتاحة للأزواج المثلية، ينتهك الاتفاقية. وقد سنت اليونان قانونًا في عام 2008 أنشأ اتحادات مدنية للشركاء المغايرين فقط. ومدد قانون في عام 2015 حقوق الاتحاد المدني إلى الشركاء المثليين.
ذهبت قضية أولياري وآخرون ضد إيطاليا (21 يوليو 2015) إلى أبعد من ذلك، ورسخت التزامًا إيجابيًا على الدول الأعضاء لتقديم الاعتراف القانوني للشركاء المثليين. وهكذا خرقت إيطاليا الاتفاقية؛ وشرعت في نهاية المطاف الاتحادات مدنية في عام 2016. وقد حدد هذا القرار سابقة للقضايا المحتملة في المستقبل فيما يتعلق بالدول الأعضاء الـ 23، وبعض المناطق التوابع البريطانية والهولندية، والدول ذات الاعتراف المحدود (باستثناء كوسوفو)، والتي لا تعترف حاليًا بحق الشركاء المثليين في الحياة الأسرية.
أكدت قضية تشابين وشاربنتييه ضد فرنسا (9 يونيو/حزيران 2016) قضية شالك وكوبف ضد النمسا إلى حد كبير، معتبرة أن إنكار إمكانية زواج المثليين لا ينتهك الاتفاقية. في وقت الحكم، سمحت فرنسا بزواج المثليين، ولكن القضية نشأت منذ عام 2004 ، عندما كان ميثاق التضامن المدني فقط متاحا للشركاء المثليين في فرنسا.

### الاتحاد الأوروبي
وقع بعض النقاش داخل الاتحاد الأوروبي حول كيفية مطالبة الدول الأعضاء بالاعتراف بزواج المثليين في الدول الأعضاء الأخرى، فضلاً عن أي اتحادات مدنية أوروبية أو شراكات مسجلة، لضمان حق حرية الحركة لأفراد أسرة مواطني الاتحاد الأوروبي.
في عام 2010، تزوج الناشط الروماني المدافع عن حقوق المثليين أدريان كومان وشريكه الأمريكي روبرت كلايبورن هاملتون، في بلجيكا، وبعد ذلك حاول الانتقال إلى رومانيا. رفضت السلطات الرومانية الاعتراف بزواجهما وتقدمت القضية إلى محكمة العدل الأوروبية. في 11 يناير عام 2018، أصدر المدعي العام في محكمة العدل الأوروبية، ميلكيور واثيليت، رأياً قانونياً رسمياً ينص على أنه لا يمكن لدولة عضو في الاتحاد الأوروبي أن ترفض حقوق الإقامة الخاصة بالزوج المثلي لمواطن من مواطني دول الاتحاد الأوروبي على أساس أنها لا تعترف بزواج المثليين.
في 5 يونيو 2018، حكمت محكمة العدل الأوروبية في قضية كومان وآخرون ضد المفتشية العامة للهجرة ووزارة الداخلية لصالح كومان، قائلة إن مصطلح «الزوج» محايد جندريا، وبالتالي فإن الدول الأعضاء ملزمة بالاعتراف بحقوق الإقامة في الاتحاد الأوروبي لشركاء وأزواج مواطني الاتحاد الأوروبي. ومع ذلك، أكدت المحكمة أنه لا يزال الأمر متروكًا للدول الأعضاء فيما إذا كانت ستشرع أو لا زواج المثليين.

### المستوى الوطني
| الحالة القانونية | الدولة            | منذ     | التعداد السكاني (آخر تعداد سكاني)              |
| --- | ----------------- | ------- | ---------------------------------------------- |
| زواج المثليين (16 دولة) * في 8 دول قننت زواج المثليين هناك شكل آخر متوفر من أشكال الإعتراف القانوني كالاتحادات المدنية أو الشراكات المسجلة ** 2014: إنجلترا، اسكتلندا، وويلز. 2020: أيرلندا الشمالية. | هولندا *          | 2001    | 16,856,620                                     |
| زواج المثليين (16 دولة) * في 8 دول قننت زواج المثليين هناك شكل آخر متوفر من أشكال الإعتراف القانوني كالاتحادات المدنية أو الشراكات المسجلة ** 2014: إنجلترا، اسكتلندا، وويلز. 2020: أيرلندا الشمالية. | بلجيكا *          | 2003    | 11,198,638                                     |
| زواج المثليين (16 دولة) * في 8 دول قننت زواج المثليين هناك شكل آخر متوفر من أشكال الإعتراف القانوني كالاتحادات المدنية أو الشراكات المسجلة ** 2014: إنجلترا، اسكتلندا، وويلز. 2020: أيرلندا الشمالية. | إسبانيا *         | 2005    | 46,704,314                                     |
| زواج المثليين (16 دولة) * في 8 دول قننت زواج المثليين هناك شكل آخر متوفر من أشكال الإعتراف القانوني كالاتحادات المدنية أو الشراكات المسجلة ** 2014: إنجلترا، اسكتلندا، وويلز. 2020: أيرلندا الشمالية. | النرويج           | 2009    | 5,136,700                                      |
| زواج المثليين (16 دولة) * في 8 دول قننت زواج المثليين هناك شكل آخر متوفر من أشكال الإعتراف القانوني كالاتحادات المدنية أو الشراكات المسجلة ** 2014: إنجلترا، اسكتلندا، وويلز. 2020: أيرلندا الشمالية. | السويد            | 2009    | 10,161,797                                     |
| زواج المثليين (16 دولة) * في 8 دول قننت زواج المثليين هناك شكل آخر متوفر من أشكال الإعتراف القانوني كالاتحادات المدنية أو الشراكات المسجلة ** 2014: إنجلترا، اسكتلندا، وويلز. 2020: أيرلندا الشمالية. | آيسلندا           | 2010    | 325,671                                        |
| زواج المثليين (16 دولة) * في 8 دول قننت زواج المثليين هناك شكل آخر متوفر من أشكال الإعتراف القانوني كالاتحادات المدنية أو الشراكات المسجلة ** 2014: إنجلترا، اسكتلندا، وويلز. 2020: أيرلندا الشمالية. | البرتغال *        | 2010    | 10,427,301                                     |
| زواج المثليين (16 دولة) * في 8 دول قننت زواج المثليين هناك شكل آخر متوفر من أشكال الإعتراف القانوني كالاتحادات المدنية أو الشراكات المسجلة ** 2014: إنجلترا، اسكتلندا، وويلز. 2020: أيرلندا الشمالية. | الدنمارك          | 2012    | 5,655,750                                      |
| زواج المثليين (16 دولة) * في 8 دول قننت زواج المثليين هناك شكل آخر متوفر من أشكال الإعتراف القانوني كالاتحادات المدنية أو الشراكات المسجلة ** 2014: إنجلترا، اسكتلندا، وويلز. 2020: أيرلندا الشمالية. | فرنسا *           | 2013    | 66,030,000                                     |
| زواج المثليين (16 دولة) * في 8 دول قننت زواج المثليين هناك شكل آخر متوفر من أشكال الإعتراف القانوني كالاتحادات المدنية أو الشراكات المسجلة ** 2014: إنجلترا، اسكتلندا، وويلز. 2020: أيرلندا الشمالية. | المملكة المتحدة * | تختلف** | 67,647,579                                     |
| زواج المثليين (16 دولة) * في 8 دول قننت زواج المثليين هناك شكل آخر متوفر من أشكال الإعتراف القانوني كالاتحادات المدنية أو الشراكات المسجلة ** 2014: إنجلترا، اسكتلندا، وويلز. 2020: أيرلندا الشمالية. | لوكسمبورغ *       | 2015    | 549,680                                        |
| زواج المثليين (16 دولة) * في 8 دول قننت زواج المثليين هناك شكل آخر متوفر من أشكال الإعتراف القانوني كالاتحادات المدنية أو الشراكات المسجلة ** 2014: إنجلترا، اسكتلندا، وويلز. 2020: أيرلندا الشمالية. | جمهورية أيرلندا   | 2015    | 4,609,600                                      |
| زواج المثليين (16 دولة) * في 8 دول قننت زواج المثليين هناك شكل آخر متوفر من أشكال الإعتراف القانوني كالاتحادات المدنية أو الشراكات المسجلة ** 2014: إنجلترا، اسكتلندا، وويلز. 2020: أيرلندا الشمالية. | فنلندا            | 2017    | 5,470,820                                      |
| زواج المثليين (16 دولة) * في 8 دول قننت زواج المثليين هناك شكل آخر متوفر من أشكال الإعتراف القانوني كالاتحادات المدنية أو الشراكات المسجلة ** 2014: إنجلترا، اسكتلندا، وويلز. 2020: أيرلندا الشمالية. | مالطا *           | 2017    | 446,547                                        |
| زواج المثليين (16 دولة) * في 8 دول قننت زواج المثليين هناك شكل آخر متوفر من أشكال الإعتراف القانوني كالاتحادات المدنية أو الشراكات المسجلة ** 2014: إنجلترا، اسكتلندا، وويلز. 2020: أيرلندا الشمالية. | ألمانيا           | 2017    | 80,716,000                                     |
| زواج المثليين (16 دولة) * في 8 دول قننت زواج المثليين هناك شكل آخر متوفر من أشكال الإعتراف القانوني كالاتحادات المدنية أو الشراكات المسجلة ** 2014: إنجلترا، اسكتلندا، وويلز. 2020: أيرلندا الشمالية. | النمسا *          | 2019    | 8,504,850                                      |
| التعداد الإجمالي الفرعي | —                 | —       | 340,441,867 (45.5% من تعداد سكان قارة أوروبا)  |
| الاعتراف بزواج المثليين الذي يتم عقده في الخارج (بلد 1) | إستونيا           | 2016    | 1,315,819                                      |
| العدد الإجمالي الفرعي | —                 | —       | 1,315,819 (0.2% من مجموع سكان قارة أوروبا)     |
| شكل آخر من أشكال الاعتراف القانوني بالعلاقات (12 دول) * في 6 من الدول التي تمتلك شكلا من أشكال الاعتراف القانوني بالعلاقات المثلية يوجد شكل آخر متوفر.                                                | سلوفينيا          | 2006    | 2,061,085                                      |
| شكل آخر من أشكال الاعتراف القانوني بالعلاقات (12 دول) * في 6 من الدول التي تمتلك شكلا من أشكال الاعتراف القانوني بالعلاقات المثلية يوجد شكل آخر متوفر.                                                | جمهورية التشيك *  | 2006    | 10,513,209                                     |
| شكل آخر من أشكال الاعتراف القانوني بالعلاقات (12 دول) * في 6 من الدول التي تمتلك شكلا من أشكال الاعتراف القانوني بالعلاقات المثلية يوجد شكل آخر متوفر.                                                | سويسرا            | 2007    | 8,183,800                                      |
| شكل آخر من أشكال الاعتراف القانوني بالعلاقات (12 دول) * في 6 من الدول التي تمتلك شكلا من أشكال الاعتراف القانوني بالعلاقات المثلية يوجد شكل آخر متوفر.                                                | المجر *           | 2009    | 9,877,365                                      |
| شكل آخر من أشكال الاعتراف القانوني بالعلاقات (12 دول) * في 6 من الدول التي تمتلك شكلا من أشكال الاعتراف القانوني بالعلاقات المثلية يوجد شكل آخر متوفر.                                                | ليختنشتاين        | 2011    | 37,132                                         |
| شكل آخر من أشكال الاعتراف القانوني بالعلاقات (12 دول) * في 6 من الدول التي تمتلك شكلا من أشكال الاعتراف القانوني بالعلاقات المثلية يوجد شكل آخر متوفر.                                                | كرواتيا           | 2014    | 4,284,889                                      |
| شكل آخر من أشكال الاعتراف القانوني بالعلاقات (12 دول) * في 6 من الدول التي تمتلك شكلا من أشكال الاعتراف القانوني بالعلاقات المثلية يوجد شكل آخر متوفر.                                                | أندورا *          | 2014    | 85,082                                         |
| شكل آخر من أشكال الاعتراف القانوني بالعلاقات (12 دول) * في 6 من الدول التي تمتلك شكلا من أشكال الاعتراف القانوني بالعلاقات المثلية يوجد شكل آخر متوفر.                                                | اليونان           | 2015    | 10,816,286                                     |
| شكل آخر من أشكال الاعتراف القانوني بالعلاقات (12 دول) * في 6 من الدول التي تمتلك شكلا من أشكال الاعتراف القانوني بالعلاقات المثلية يوجد شكل آخر متوفر.                                                | قبرص              | 2015    | 1,117,000                                      |
| شكل آخر من أشكال الاعتراف القانوني بالعلاقات (12 دول) * في 6 من الدول التي تمتلك شكلا من أشكال الاعتراف القانوني بالعلاقات المثلية يوجد شكل آخر متوفر.                                                | إيطاليا *         | 2016    | 60,782,668                                     |
| شكل آخر من أشكال الاعتراف القانوني بالعلاقات (12 دول) * في 6 من الدول التي تمتلك شكلا من أشكال الاعتراف القانوني بالعلاقات المثلية يوجد شكل آخر متوفر.                                                | سان مارينو *      | 2019    | 32,570                                         |
| شكل آخر من أشكال الاعتراف القانوني بالعلاقات (12 دول) * في 6 من الدول التي تمتلك شكلا من أشكال الاعتراف القانوني بالعلاقات المثلية يوجد شكل آخر متوفر.                                                | موناكو            | 2020    | 36,371                                         |
| العدد الإجمالي الفرعي | —                 | —       | 107,791,086 (12.6% من مجموع سكان قارة أوروبا)  |
| مساكنة غير مسجلة (بلدان اثنان) | بولندا            | 2012    | 38,516,527                                     |
| مساكنة غير مسجلة (بلدان اثنان) | سلوفاكيا          | 2018    | 5,415,949                                      |
| العدد الإجمالي الفرعي | —                 | —       | 43,932,476 (4.7% من مجموع سكان قارة أوروبا)    |
| العدد الإجمالي | —                 | —       | 496,500,102 (66.43% من مجموع سكان قارة أوروبا) |
| لا اعتراف (9 دول) | ألبانيا           | —       | 3,020,209                                      |
| لا اعتراف (9 دول) | أذربيجان          | —       | 9,494,600                                      |
| لا اعتراف (9 دول) | البوسنة والهرسك   | —       | 3,871,643                                      |
| لا اعتراف (9 دول) | كازاخستان         | —       | 17,948,816                                     |
| لا اعتراف (9 دول) | شمال مقدونيا      | —       | 2,058,539                                      |
| لا اعتراف (9 دول) | رومانيا           | —       | 19,942,642                                     |
| لا اعتراف (9 دول) | روسيا             | —       | 143,700,000                                    |
| لا اعتراف (9 دول) | تركيا             | —       | 76,667,864                                     |
| لا اعتراف (9 دول) | الفاتيكان         | —       | 842                                            |
| العدد الإجمالي الفرعي | —                 | —       | 276,741,526 (37.94% من سكان قارة أوروبا)       |
| حظر دستوري على زواج المثليين (14 دولة) * دولة تعترف بزواج المثليين الذي تم عقده في الخارج. ** شكل أخرى من أشكال الاعتراف القانوني للعلاقات المثلية متوفر.                                             | بلغاريا           | 1991    | 7,364,570                                      |
| حظر دستوري على زواج المثليين (14 دولة) * دولة تعترف بزواج المثليين الذي تم عقده في الخارج. ** شكل أخرى من أشكال الاعتراف القانوني للعلاقات المثلية متوفر.                                             | ليتوانيا          | 1992    | 2,944,459                                      |
| حظر دستوري على زواج المثليين (14 دولة) * دولة تعترف بزواج المثليين الذي تم عقده في الخارج. ** شكل أخرى من أشكال الاعتراف القانوني للعلاقات المثلية متوفر.                                             | روسيا البيضاء     | 1994    | 9,475,100                                      |
| حظر دستوري على زواج المثليين (14 دولة) * دولة تعترف بزواج المثليين الذي تم عقده في الخارج. ** شكل أخرى من أشكال الاعتراف القانوني للعلاقات المثلية متوفر.                                             | مولدوفا           | 1994    | 3,557,600                                      |
| حظر دستوري على زواج المثليين (14 دولة) * دولة تعترف بزواج المثليين الذي تم عقده في الخارج. ** شكل أخرى من أشكال الاعتراف القانوني للعلاقات المثلية متوفر.                                             | أوكرانيا          | 1996    | 44,291,413                                     |
| حظر دستوري على زواج المثليين (14 دولة) * دولة تعترف بزواج المثليين الذي تم عقده في الخارج. ** شكل أخرى من أشكال الاعتراف القانوني للعلاقات المثلية متوفر.                                             | بولندا            | 1997    | 38,483,957                                     |
| حظر دستوري على زواج المثليين (14 دولة) * دولة تعترف بزواج المثليين الذي تم عقده في الخارج. ** شكل أخرى من أشكال الاعتراف القانوني للعلاقات المثلية متوفر.                                             | صربيا             | 2006    | 7,209,764                                      |
| حظر دستوري على زواج المثليين (14 دولة) * دولة تعترف بزواج المثليين الذي تم عقده في الخارج. ** شكل أخرى من أشكال الاعتراف القانوني للعلاقات المثلية متوفر.                                             | لاتفيا            | 2006    | 1,990,300                                      |
| حظر دستوري على زواج المثليين (14 دولة) * دولة تعترف بزواج المثليين الذي تم عقده في الخارج. ** شكل أخرى من أشكال الاعتراف القانوني للعلاقات المثلية متوفر.                                             | الجبل الأسود      | 2007    | 647,905                                        |
| حظر دستوري على زواج المثليين (14 دولة) * دولة تعترف بزواج المثليين الذي تم عقده في الخارج. ** شكل أخرى من أشكال الاعتراف القانوني للعلاقات المثلية متوفر.                                             | المجر **          | 2012    | 9,877,365                                      |
| حظر دستوري على زواج المثليين (14 دولة) * دولة تعترف بزواج المثليين الذي تم عقده في الخارج. ** شكل أخرى من أشكال الاعتراف القانوني للعلاقات المثلية متوفر.                                             | كرواتيا **        | 2013    | 4,284,889                                      |
| حظر دستوري على زواج المثليين (14 دولة) * دولة تعترف بزواج المثليين الذي تم عقده في الخارج. ** شكل أخرى من أشكال الاعتراف القانوني للعلاقات المثلية متوفر.                                             | سلوفاكيا          | 2014    | 5,415,949                                      |
| حظر دستوري على زواج المثليين (14 دولة) * دولة تعترف بزواج المثليين الذي تم عقده في الخارج. ** شكل أخرى من أشكال الاعتراف القانوني للعلاقات المثلية متوفر.                                             | أرمينيا *         | 2015    | 3,018,854                                      |
| حظر دستوري على زواج المثليين (14 دولة) * دولة تعترف بزواج المثليين الذي تم عقده في الخارج. ** شكل أخرى من أشكال الاعتراف القانوني للعلاقات المثلية متوفر.                                             | جورجيا            | 2018    | 4,935,880                                      |
| العدد الإجمالي الفرعي | —                 | —       | 143,498,005 (18.66% من سكان قارة أوروبا)       |
| العدد الإجمالي | —                 | —       | 420,239,531 (49.3% من سكان قارة أوروبا)        |

### الدول المعترف بها جزئيا والدول المتنازع عليها
| الحالة القانونية                      | الدولة                  | منذ  | التعداد السكاني (آخر تعداد سكاني) |
| ------------------------------------- | ----------------------- | ---- | --------------------------------- |
| لا اعتراف (5 دول)                     | أبخازيا                 | —    | 243,564                           |
| لا اعتراف (5 دول)                     | كوسوفو                  | —    | 1,907,592                         |
| لا اعتراف (5 دول)                     | جمهورية قبرص الشمالية   | —    | 313,626                           |
| لا اعتراف (5 دول)                     | أوسيتيا الجنوبية        | —    | 51,547                            |
| لا اعتراف (5 دول)                     | ترانسنيستريا            | —    | 475,665                           |
| العدد الإجمالي الفرعي                 | —                       | —    | 2,991,994                         |
| حظر دستوري على زواج المثليين (1 دولة) | جمهورية مرتفعات قرة باغ | 2006 | 150,932                           |
| العدد الإجمالي الفرعي                 | —                       | —    | 150,932                           |
| العدد الإجمالي                        | —                       | —    | 3,142,926                         |

### الأقاليم في المستوى دون الوطني
| الحالة القانونية                        | الدولة          | الولاية القضائية (الإقليم) | منذ                                       | التعداد السكاني (آخر تعداد سكاني) |
| --------------------------------------- | --------------- | -------------------------- | ----------------------------------------- | --------------------------------- |
| زواج المثليين (8 ولايات قضائية (أقاليم) | الدنمارك        | جزر فارو                   | 2017                                      | 49,198                            |
| المملكة المتحدة                         | أكروتيري ودكليا | 2014                       | 15,700                                    |                                   |
| المملكة المتحدة                         | جزيرة مان       | 2016                       | 84,497                                    |                                   |
| المملكة المتحدة                         | جبل طارق        | 2016                       | 32,194                                    |                                   |
| المملكة المتحدة                         | غيرنزي          | 2017                       | 62,948                                    |                                   |
| المملكة المتحدة                         | جيرزي           | 2018                       | 100,080                                   |                                   |
| المملكة المتحدة                         | آلدرني          | 2018                       | 2,020                                     |                                   |
| المملكة المتحدة                         | سارك            | 2020                       | 600                                       |                                   |
| العدد الإجمالي                          | —               | —                          | 343,037 (0.04% قارة من تعداد سكان أوروبا) |                                   |

## التشريعات المستقبلية

### زواج المثليين

#### مقترحات الحكومة أو مقترحات بأغلبية برلمانية
جمهورية التشيك: في 13 جوان 2018، قام 46 نائبا برلمانيا من أحزاب آنو 2011 وحزب القراصنة التشيكي والحزب الديمقراطي الاجتماعي التشيكي والحزب الاشتراكي التشيكي وحزب توب 09 وحزب العمدات والمستقلين بتقديم مشروع قانون لتشريع زواج المثليين. وتعارض أحزاب الديموقراطية المدنية وحزب الحرية والديموقراطية المباشرة وحزب الاتحاد المسيحي والديمقراطي - حزب الشعب التشيكوسلوفاكي ذلك. في 22 جوان قامت الحكومة التشيكية بدعم مشروع القانون وإعطاءه الموافقة الرسمية. كان من المقرر أن تتم القراءة الأولى لمشروع القانون في 31 أكتوبر، ولكن تم عقدها بعد بضعة أسابيع، في 14 نوفمبر. قد يتم إجراء تصويت على التشريع في وقت ما في يناير. كان من المتوقع أن يتم التصويت في 26 مارس 2019، بعد تأجيله مرة أخرى في يناير 2019، ولكنه لم يحدث. في 10 يناير 2019، صرح الرئيس ميلوش زيمان بأنه قد يستخدم حق النقض ضد مشروع القانون الذي سيجيز زواج المثليين إذا تم تمريره في البرلمان، إذا أقره البرلمان. يفرض مثل هذا الفيتو تصويتًا ثانيًا على القانون، بدعم 50% + 1 من النواب من أجل تجاوز الفيتو الرئاسي وإقرار القانون.
 سويسرا: في 5 كانون الأول/ديسمبر 2013، قدم حزب الخضر الليبرالي السويسري مبادرة برلمانية إلى المجلس الوطني، يقترح فيها تعديلا دستوري يسمح للشركاء بالدخول في زواج أو اتحاد مدني بغض النظر عن الجنس والتوجه الجنسي. في 20 فبراير 2015 أوصت لجنة العدل في مجلس النواب بالموافقة على الاقتراح. في 1 سبتمبر 2015، تمت الموافقة عليه من قبل لجنة العدل في مجلس الشيوخ، مما مهد الطريق لإجراء استفتاء حول التعديل الدستوري. في 16 يونيو 2017، صوتت الجمعية الفيدرالية ب118 صوتا لصالح و71 صوتا ضد (118-71) لصالح اقتراح من 'حزب الخضر الليبرالي السويسري' لإطلاق مقترحات برلمانية حول زواج المثليين. في 6 يوليو 2018، صوّتت لجنة الشؤون القانونية للمضي قدمًا في المبادرة بالتشريع، بدلاً من التعديل الدستوري والاستفتاء. صاغت اللجنة مشروع قانون في فبراير 2019، بهدف تقديمه إلى الجمعية الاتحادية في أوائل عام 2020، مع إمكانية دخول القانون حيز التنفيذ في 1 يناير 2021 أو 2022.

### أشكال أخرى للاعتراف القانوني غير زواج المثليين

#### مقترحات الحكومة أو مقترحات بأغلبية برلمانية
ليتوانيا: في 30 أيار/مايو 2017، وافق البرلمان على اقتراح لتعديل القانون المدني للاعتراف باتفاقات المساكنة التي من شأنها أن تمنح اثنين أو أكثر من المتعايشين حقوق ملكية معينة دون نية إقامة علاقات عائلية. تمت الموافقة على مشروع الاقتراح، مع تأييد 46 عضوا ومعارضة 6 وامتناع 17 عضوا عن التصويت لمزيد من الدراسة في البرلمان الليتواني.

## الرأي العام
تم قياس الدعم الشعبي لزواج المثليين في الدول الأعضاء في الاتحاد الأوروبي في استطلاع عام 2015، وتبين النتائج أنه الأكبر في هولندا (91%)، السويد (90%)، الدنمارك (87%)، إسبانيا (84%)، أيرلندا (80%)، بلجيكا (77%)، لوكسمبورغ (75%) ، المملكة المتحدة (71%) وفرنسا (71%). في السنوات الأخيرة، ارتفع الدعم الشعبي لزواج المثليين بشكل ملحوظ في مالطا، من 18% في عام 2006 إلى 65% في عام 2015 وأيرلندا من 41% في عام 2006 إلى 80% في عام 2015.
بعد الموافقة على زواج المثليين في البرتغال في يناير 2010، ذكر مانسبته 52% من السكان البرتغاليين أنهم يؤيدون تشريعه. في عام 2008، أيد 58% من الناخبين النرويجيين قانون الزواج الذي تم تقديمه في العام نفسه، وكان 31% ضده. في يناير 2013، أيد 54.1% من الإيطاليين الذين تم إستطلاع آراءهم زواج المثليين في استطلاع أواخر يناير 2013، أيد 77.2% من الإيطاليين الذين تم إستطلاع آرائهم الاعتراف بالاتحادات المدنية للشركاء المثليين.
في اليونان إزداد الدعم الشعبي لزواج المثليين
بأكثر من الضعف بين عامي 2006 و 2015، وإن كان لا يزال منخفضا إلى حد كبير. في عام 2006، أجاب 15% أنهم يوافقون على السماح بزواج المثليين في جميع أنحاء أوروبا، في حين وافق 33% منهم في عام 2015 على ذلك.
في أيرلندا، كشفت دراسة استقصائية عام 2008 أن 84% من الناس يؤيدون الاتحادات المدنية للشركاء المثليين (و أيد 58% منهم زواج المثليين)، في حين أظهر استطلاع عام 2010 أن 67% منهم يؤيدون زواج المثليين، بحلول عام 2012 ارتفع هذا الرقم إلى 73% من الداعمين لتقنين زواج المثليين في جمهورية أيرلندا. في 22 مايو 2015، صوت 62.1 % من الناخبين لتكريس زواج المثليين في الدستور الأيرلندي على قدم المساواة مع الزواج بين رجل وامرأءة.
وجدت دراسة تعود لشهر مارس من عام 2013 أجرتها تالوستيتكيموس (بالفنلندية: Taloustutkimus) أن 58% من الفنلنديين يؤيدون زواج المثليين.
في كرواتيا، كشف استطلاع للرأي أجري في نوفمبر 2013 أن 59% من الكروات يعتقدون أن الزواج يجب أن يُعرّف دستوريًا على أنه اتحاد بين رجل وامرأة، في حين أن 31% لا يتفقون مع الفكرة.
في بولندا كشف استطلاع تم في عام 2013 أن 70% من البولنديين يرفضون فكرة الشراكات المسجلة. كشف استبيان آخر في فبراير 2013 أن 55% من البولنديين يعارضون فكرة الشراكات المسجلة للشركاء المثليين بينما أيدها 38% منهم.
يميل الدعم الشعبي لزواج المثليين إلى أن يكون في أدنى المعدلات في الاتحاد الأوروبي، في كل من بلغاريا، لاتفيا، المجر، رومانيا، سلوفاكيا، وليتوانيا. بلغ متوسط نسبة الدعم الشعبي لزواج المثليين في الاتحاد الأوروبي في عام 2006 عندما لما كان فيه 25 عضوًا 44%، والتي كانت قد انحدرت من نسبة سابقة بلغت 53%. نتج هذا التغيير عن انضمام دول أكثر محافظة اجتماعياً إلى الاتحاد الأوروبي. في عام 2015، مع 28 عضوا، كان متوسط الدعم 61%.

### استطلاعات الرأي
| الدولة          | مؤسسة استطلاع الرأي       | السنة     | مع  | ضد   | محايد | هامش الخطأ | المصدر          |
| --------------- | ------------------------- | --------- | --- | ---- | ----- | ---------- | --------------- |
| أندورا          | معهد الدراسات الأندورانية | 2013      | 70% | 19%  | 11%   |            | [ 103 ]         |
| أرمينيا         | مركز بيو للأبحاث          | 2015      | 3%  | 96%  | 1%    | ±3%        | [ 104 ] [ 105 ] |
| النمسا          | يوروباروميتر              | 2019      | 66% | 30%  | 4%    |            | [ 106 ]         |
| روسيا البيضاء   | مركز بيو للأبحاث          | 2015      | 16% | 81%  | 3%    | ±4%        | [ 107 ] [ 105 ] |
| بلجيكا          | يوروباروميتر              | 2019      | 82% | 10%  | 8%    |            | [ 107 ]         |
| البوسنة والهرسك | مركز بيو للأبحاث          | 2016-2015 | 13% | 84%  | 4%    | ±4%        | [ 104 ] [ 105 ] |
| بلغاريا         | يوروباروميتر              | 2019      | 16% | 74%  | 10%   |            | [ 106 ]         |
| كرواتيا         | يوروباروميتر              | 2019      | 39% | 55%  | 6%    |            | [ 106 ]         |
| قبرص            | يوروباروميتر              | 2015      | 36% | 60%  | 4%    |            | [ 106 ]         |
| جمهورية التشيك  | يوروباروميتر              | 2019      | 48% | 48%  | 4%    |            | [ 106 ]         |
| الدنمارك        | يوروباروميتر              | 2019      | 89% | 8%   | 3%    |            | [ 106 ]         |
| إستونيا         | يوروباروميتر              | 2019      | 41% | 51%  | 8%    |            | [ 106 ]         |
| فنلندا          | يوروباروميتر              | 2019      | 76% | 21%  | 3%    |            | [ 107 ]         |
| فرنسا           | يوروباروميتر              | 2019      | 79% | 15%  | 6%    |            | [ 106 ]         |
| جورجيا          | مركز بيو للأبحاث          | 2016      | 3%  | 95%  | 2%    |            | [ 104 ] [ 105 ] |
| ألمانيا         | يوروباروميتر              | 2019      | 84% | 12%  | 4%    |            | [ 106 ]         |
| اليونان         | يوروباروميتر              | 2019      | 39% | '56% | 5%    |            | [ 106 ]         |
| المجر           | يوروباروميتر              | 2019      | 33% | 61%  | 6%    |            | [ 106 ]         |
| آيسلندا         | مؤسسة غالوب               | 2006      | 89% | 11%  | -     |            | [ 108 ]         |
| إيطاليا         | يوروباروميتر              | 2019      | 58% | 35%  | 7%    |            | [ 106 ]         |
| جمهورية أيرلندا | يوروباروميتر              | 2019      | 79% | 13%  | 8%    |            | [ 106 ]         |
| لاتفيا          | يوروباروميتر              | 2019      | 24% | 70%  | 6%    |            | [ 106 ]         |
| ليتوانيا        | يوروباروميتر              | 2019      | 30% | 63%  | 7%    |            | [ 106 ]         |
| لوكسمبورغ       | يوروباروميتر              | 2019      | 85% | 9%   | 6%    |            | [ 106 ]         |
| مالطا           | يوروباروميتر              | 2019      | 67% | 25%  | 8%    |            | [ 106 ]         |
| مولدوفا         | مركز بيو للأبحاث          | 2015      | 5%  | 92%  | 3%    | ±4%        | [ 104 ] [ 105 ] |
| هولندا          | يوروباروميتر              | 2019      | 92% | 8%   | 0%    |            | [ 106 ]         |
| النرويج         | مركز بيو للأبحاث          | 2017      | 72% | 19%  | 9%    |            | [ 107 ]         |
| بولندا          | يوروباروميتر              | 2019      | 45% | 50%  | 5%    |            | [ 106 ]         |
| البرتغال        | يوروباروميتر              | 2019      | 74% | 20%  | 6%    |            | [ 106 ]         |
| رومانيا         | يوروباروميتر              | 2019      | 29% | 63%  | 8%    |            | [ 106 ]         |
| روسيا           | اف او ام                  | 2019      | 7%  | 87%  | 6%    | ±3.6%      | [ 109 ]         |
| صربيا           | مركز بيو للأبحاث          | 2016      | 12% | 83%  | 5%    | ±4%        | [ 104 ] [ 105 ] |
| سلوفاكيا        | يوروباروميتر              | 2019      | 20% | 70%  | 10%   |            | [ 106 ]         |
| سلوفينيا        | يوروباروميتر              | 2019      | 62% | 35%  | 3%    |            | [ 106 ]         |
| إسبانيا         | يوروباروميتر              | 2019      | 86% | 9%   | 5%    |            | [ 107 ]         |
| السويد          | يوروباروميتر              | 2019      | 92% | 6%   | 2%    |            | [ 106 ]         |
| سويسرا          | مركز بيو للأبحاث          | 2017      | 75% | 24%  | 1%    |            | [ 107 ]         |
| تركيا           | إيبسوس                    | 2015      | 27% | 44%  | 29%   |            | [ 110 ]         |
| أوكرانيا        | مركز بيو للأبحاث          | 2016      | 9%  | 85%  | 6%    | ±4%        | [ 104 ] [ 105 ] |
| المملكة المتحدة | يوروباروميتر              | 2019      | 85% | 12%  | 3%    |            | [ 106 ]         |

| الإقليم          | مؤسسة إستطلاع الرأي | السنة | مع  | ضد  | محايد | المصدر          |
| ---------------- | ------------------- | ----- | --- | --- | ----- | --------------- |
| جزر فارو         | غالوب فورويار       | 2016  | 64% | 30% | 6%    | [ 111 ]         |
| أيرلندا الشمالية | يوغوف               | 2019  | 55% | -   | -     | [ 112 ] [ 113 ] |

1. ↑  تشتمل أيضا على: لاأدري؛ لا إجابة؛ آخر؛ رفض الإجابة.